# Sonatine
Sonatine (jap. ソナチネ Sonachine) – japoński film kryminalny z 1993 roku w reżyserii i według scenariusza Takeshiego Kitano. Zdjęcia kręcono w prefekturze Okinawa.

## Cytaty
Rozmowa Murakawy (Kitano) z Miyuki (Aya Kokumai):
Miyuki: Jesteś twardy. A ja lubię twardzieli.
Murakawa: Gdybym był twardy, nie nosiłbym spluwy.
Miyuki: Ale strzelasz bez namysłu.
Murakawa: Bo bez namysłu zaczynam się bać.